# Ikuinen virta
Ikuinen virta è il primo album in studio del gruppo femminile finlandese Indica, pubblicato nel 2004.

## Tracce
1. Saalistaja – 3:29
2. Scarlett – 3:29
3. Ikuinen virta – 4:15
4. Valehtelen – 4:07
5. Surusilmä – 4:43
6. Lasienkeli – 2:58
7. Onnen kartano – 4:04
8. Ihmisen lento – 3:31
9. Lauluja paratiisista – 3:10
10. Aaltojen takaa – 4:19
11. Vettä vasten – 6:08
12. Unten maa (bonus) – 4:02
13. Odotan (bonus) – 4:21